# 인기 (조선)
인기(印紀)는 조선 중기의 유생(儒生)이다. 본관은 교동(喬桐). 자(字)는 국경(國經), 호(號)는 사경암(思敬菴)이다.

## 생애
고려 한림학사 문하시중(門下侍中) 인빈(印份)과 서북도체찰사 판밀직사사(判密直司事) 인원보(印原寶)의 후손이다.
할아버지는 선교랑(宣敎郞) 행의흥 훈도(行義興 訓導)를 역임한 인승손(印承孫)이고, 아버지는 성균진사(成均進士) 인신언(印臣彦)이다. 부인은 경주 손씨(慶州孫氏)로서 현감(縣監)을 지낸 손세준(孫世俊)의 딸이다.
부모님을 여의고 6년 동안 시묘살이를 할 정도로 효성이 지극하였으며 1531년(중종(中宗) 26년)에 유학(幼學)으로 진사시(進士試)에 합격하였다.
1537년(중종(中宗) 32년)에 향중(鄕中)에서 조광세(趙光世)가 공경대부(公卿大夫)들은 물론 생원과 고을수령까지 헐뜯고 비방한다 하여 문제가 되었는데 이러한 소문이 당시 조광세와 사이가 좋지않았던 인기(印紀)와 관련이 있다고 하여 그 시시비비가 조정에서 논의되었다.
당대에 인기는 함창지역(현 경상북도 상주시 함창읍)의 재지사족(在地士族)으로서 부친 인신언, 장자 인자신(印自信)과 함께 함창현 향안에 등재되어 있다.
하서(河西) 김인후(金麟厚)와 교유하여 김인후가 인기에게 준 증별시(贈別詩)가 《하서선생전집(河西先生全集)》에 전한다.

## 참고 문헌
- 중종실록(中宗實錄)
- 가정 10년[중종 26년] 신묘 8월 방목(嘉靖十年[中宗二十六年]辛卯八月榜目)
- 《하서선생전집(河西先生全集)》 (김인후)
- 교동인씨족보(喬桐印氏族譜)
- 1691년 함창현 향안 (한국학 자료센터)